# Eric Forrest
Eric Forrest (né en 1970) est un musicien canadien de heavy metal. Actif depuis 1988, Forrest est connu pour avoir fait partie de Voivod puis de E-Force, et Project Failing Flesh.

## Carrière
À la fin des années 1980s et début 1990s, Forrest fait partie des groupes Liquid Indian and Thunder Circus. En 1994 il rejoint Voivod comme bassiste et chanteur, sous le surnom de « E-Force ». Il enregistre deux albums, Negatron (1995) et Phobos (1997), ainsi que l'album live Voivod Lives (2000), avant son départ en 2001 lors du retour du chanteur original Denis « Snake » Belanger.
Après son départ de Voivod, Forrest fonde sa propre formation appelée E-Force, et en 2003 le groupe Project: Failing Flesh, qui sortira 3 albums jusqu'en 2012,. En 2017, pour l'anniversaire de la sortie de Phobos 20 ans plus tôt, Forrest dirige une tournée européenne où il joue les titres de Voivod des albums Negatron and Phobos,,. Il constitue pour cette occasion un line-up international, E-Force Performing Voivod, avec Sébastien Chiffot (France), Javi Felez (Espagne) et Patrick Friedrich (Allemagne). La tournée s'achève l'année suivante par la participation à l'édition 2018 de Brutal Assault.
En 2020 Forrest annonce un projet de nouvel album intitulé Mindbender.
En 2021 le groupe est signé chez le label danois Mighty Music qui annonce que Mindbender sortira le 19 novembre,,.

## Discographie

### Voivod
- Negatron (1995)
- Phobos (1997)
- Kronik (1998)
- Voivod Lives (2000)

### E-Force
- Evil Forces (2003)
- Modified Poison (2008)
- The Curse (2014)
- Demonikhol (2015)
- Mindbender (2021)

### Project Failing Flesh
- A Beautiful Sickness (2004)
- The Conjoined (2007)
- Count Back from Ten (2010)